# بيتر رامزي (قائد عسكري)
بيتر رامزي (بالإنجليزية: Angus Ramsay)‏ هو قائد عسكري بريطاني، ولد في 1946.